# Захаров Сергій Олексійович
Сергі́й Олексі́йович Заха́ров (5 квітня 1954, місто Калінінград, тепер місто Корольов Московської області, Російська Федерація) — радянський діяч, електрозварник Митищинського машинобудівного заводу Московської області. Член ЦК КПРС у 1990—1991 роках.

## Життєпис
У 1973 році закінчив Митищинський машинобудівний технікум Московської області.
У 1973—1974 роках — слюсар-складальник Митищинського машинобудівного заводу Московської області.
З 1974 по 1976 рік служив у Радянській армії.
Член КПРС з 1976 року.
У 1976—1978 роках — електрозварник, майстер, з 1978 року — електрозварник Митищинського машинобудівного заводу Московської області.
Подальша доля невідома.